# لاتك (شبخوسلات)
لاتك (بالفارسية: لاتک) هي قرية تقع في إيران في قسم شبخوسلات الريفي. يقدر عدد سكانها بـ 77 نسمة بحسب إحصاء 2016.